# Monaghan United
Der Monaghan United Football Club ist ein 1979 gegründeter Fußballverein aus der Stadt Monaghan im Nordosten der Republik Irland. Seit 1985 spielt Monaghan United in der League of Ireland, jedoch bis auf lediglich fünf Spielzeiten stets in der unteren der beiden Spielklassen, der First Division.

## Geschichte
Monaghan ist ein traditionsgetragener Verein,  der zwar meist die Spielzeiten in der unteren Tabellenhälfte der unteren Spielklasse, der First Division, beendet, oft sogar als Vorletzter oder Letzter, allerdings trotzdem über hohes Ansehen in der Region verfügt.
Lediglich zwei Mal gelang der Aufstieg in die Premier Division. 1992/93 wurde man Dritter und konnte in den darauf folgenden Relegationsspielen Waterford United besiegen. 2000/01 gelang als Vizemeister der First Division der direkte Aufstieg. Auf den Aufstieg folgte aber stets der Wiederabstieg in der ersten oder zweiten Saison der Erstklassigkeit.
Der letzte Aufstieg gelang nach der Saison 2011, allerdings musste Monaghan nach 14 Runden der Spielzeit 2012 aufgrund finanzieller Probleme zurückziehen, und in der kommenden Saison daher zwangsabsteigen.